# 若合春侑
若合 春侑（わかい すう、1958年8月11日 - ）は、日本の小説家。

## 経歴・人物
宮城県塩竈市生まれ。本名は山野辺優子（やまのべ ゆうこ）。仙台白百合学園高等学校を卒業する。東北学院大学経済学部経済学科を卒業する。広告代理店営業社員、新聞社アルバイト、添削指導員などを経る。
1998年、「腦病院へまゐります。」で第86回文學界新人賞を受賞する。同年、同作が第119回芥川龍之介賞の候補作に選ばれる。同年5月より、執筆活動に専念する。同年、「カタカナ三十九字の遺書」が第120回芥川龍之介賞の候補作に選ばれる。1999年、「掌の小石」が第121回芥川龍之介賞の候補作に選ばれる。同年、『腦病院へまゐります。』が第21回野間文芸新人賞の候補作に選ばれる。2002年、『海馬の助走』で第24回野間文芸新人賞を受賞する。2005年、國學院大學文学部神道学科を卒業する。

## 作品リスト

### 単行本
- 『腦病院へまゐります。』（1999年7月 文藝春秋 / 2003年7月 文春文庫）
  - 腦病院へまゐります。 - 『文學界』1998年6月号
  - カタカナ三十九字の遺書 - 『文學界』1998年12月号
- 『世閒樣かくありき』（2001年9月 集英社）
  - 世閒樣かくありき - 『すばる』1999年7月号
  - 産婆コト始メ - 『すばる』2000年6月号
  - たをやめの木乃伊 - 『すばる』2001年4月号
- 『無花果日誌』（2002年2月 角川書店 / 2005年7月 角川文庫）
  - 無花果日誌 - 『本の旅人』2001年2月号 - 2002年1月号
- 『海馬の助走』（2002年9月 中央公論新社）
  - 海馬の助走 - 書き下ろし
  - 掌の小石 - 『文學界』1999年6月号
- 『蜉蝣』（2003年6月 角川書店）
  - 蜉蝣 - 『鳩よ!』2000年4月号 - 2001年6月号

### アンソロジー収録
- 「微熱語り」 - 『文学2004』（2004年4月 講談社）
  - 初出:『群像』2003年1月号

### 単行本未収録
小説
- 「奏楽の午後」 - 『東京新聞』2000年1月29日夕刊
- 「義眼を拾った生娘の話」 - 『群像』2000年12月号
- 「せせらぎ」 - 『群像』2003年8月号